# Václav Bláha (výtvarník)
Václav Bláha (* 1. dubna 1949 Praha) je český malíř a grafik, syn grafika Václava Bláhy staršího (1922–2021).

## Životopis
Narodil se v Praze, kde dodnes žije a tvoří, do prostředí výtvarného umění. Jeho otec Václav Bláha byl knižní grafik, za grafickou úpravu a ilustraci obdržel několik cen za nejkrásnější knihu roku a obdržel i světové ocenění.
Vystudoval v roce 1964–1968 SOŠV Václava Hollara v Praze, 1968–1974 AVU, ateliér monumentální malby u profesora A. Paderlíka. Inspiroval se např. obrazy Roberta Rymana a z českých umělců sester Válových a Adrieny Šimotové. Dokonce
ho zaujal americký pop-art. Ve svém díle používá důležité prvky: světlo, stín a inspiruje se vším co vidí i slyší. Je to pro něj podstata jeho tvorby. Má oblíbenou strukturní malbu a techniky, které na diváka zapůsobí nejen barvou.
Samostatně vystavuje od roku 1973, kolektivních výstav se účastní od roku 1976. Věnuje se především figurální tvorbě – mechanismům vzájemných lidských kontaktů. Byl členem volného seskupení 12/ 15 Pozdě, ale přece a SVU Mánes. Samostatně vystavoval v České republice, Slovensku, USA, Finsku, Dánsku, Německu, Holandsku, Rakousku, Anglii a Francii.

## Dílo
Bláha už jako dítě rád kreslil a tak ho rodiče přihlásili do lidové školy umění. Ale vůbec mu to nešlo, ani na základní škole se neprojevoval jako umělecky založený a tak jeho přijetí na výtvarnou školu bylo překvapením. Nejvíce maluje figurární náměty. Patří k těm umělcům, kteří se neomezují pouze na obrazovou tvorbu, ale snaží se pro každé téma najít určitou formu. Pokud jde v obraze o humánní téma, použije figuru. Když chce vytvořit vytvořit obrazový prostor do kterého se může divák volně projektovat, volí abstraktní vyjádření, dělá i instalace.
Jeho díla jsou zastoupena ve sbírkách Národní Galerie v Praze, Světové banky ve Washingtonu, v regionálních galerií v Čechách a na Slovensku a v soukromých sbírkách doma i v zahraničí. Realizace ve veřejném prostoru:
- Průnik instalace ve veřejném prostoru (Charlotte, Severní Karolína, USA)
- Evropský dům instalace v krajině u města Eschlkam (Bavorsko, Německo)
- instalace obrazu do foyer Nové scény Národního divadla.

## Volné seskupení 12/15 Pozdě, ale přece
V obci na východním okraji Prahy, v Kolodějích, se dne 24. dubna roku 1988 zcela převrátil klidný životní rytmus. V tamější bývalé jízdárně barokního zámku se poprvé představilo volné seskupení 12/15 Pozdě, ale přece.
K zakladatelům seskupení náleželi Václav Bláha, Vladimír Novák, Petr Pavlík a Michael Rittstein. Ti pak přizvali další své vrstevníky a to Ivana Ouhela, Jiřího Beránka, Jaroslava Dvořáka, Tomáše Švédu, Kurta Gebauera a Ivana Kafku. O málo starší Kurt Gebauer rozšířil výrazové spektrum seskupení svým osobitým pojetím sochařské disciplíny v rozpětí od grotesky ke konceptuálním projektům a na druhou stranu nejmladší Ivan Kafka se uplatňoval tvorbou v rozloze konceptu a minimalu. Hostem první výstavy v Kolodějích byl malíř Jiří Načeradský jehož jméno je spojeno v českém umění s nástupem pop-artu a nové figurace v polovině
60. let. Členem seskupení se stal na druhé výstavě, která se odehrávala již v Praze na podzim téhož roku. Výstava se jmenovala Jeden starší – jeden mladší a její ambicí bylo alespoň částečně zmapovat soudobou českou výtvarnou scénu a
připomenout vazby a souvislosti mezi umělci různých generací a odlišností výtvarných programů. K účasti na ní byli totiž vyzváni i další umělci podle jednotlivých členů seskupení.
Další členské výstavy Volného seskupení 12/15 se potom již konaly v proměněných společenských podmínkách po listopadu 1989. Hned na jaře 1990 se konala v Praze výstava prací na papíře Kreslení, na níž se představil také jako řádný člen seskupení Jiří Sopko. Byly tak znovu potvrzeny mezigenerační vazby, které se začaly vytvářet již v samém pořádku nástupu generace 70. let k níž patří zakládající členové Volného seskupení 12/15.
Výtvarný projev jednotlivých členů Volného seskupení 12/15 si zachovává stále svoji nezaměnitelnou individualitu, byť prošel od první společné výstavy mnoha proměnami. Volné seskupení 12/15 představuje jednu z poloh českého výtvarného umění, které
až od sklonku 80. let mohlo zcela otevřeně a bez oficiální nevraživosti manifestovat plnost svého panoramatu. Ukazuje se, že i když minula povinnost střehnout kontinuitu svobody umělecké tvorby, generace seskupení si zachovává a obohacuje kvality umělecky zralého projevu.
Konečné složení skupiny: Jiří Beránek, Václav Bláha, Jaroslav Dvořák, Kurt Gebauer, Ivan Kafka, Vladimír Novák, Ivan Ouhel, Petr Pavlík, Michael Rittstein, Tomáš Švéda, Jiří Načeradský, Jiří Sopko.

## Výstavy

### Výstavy skupiny 12/15
- 1987 Jízdárna v Kolodějích (Pozdě, ale přece)
- 1988
  - Tržnice Holešovice, Praha (Forum1988)
  - Lidový dům, Praha (Jeden starší, jeden mladší)
- 1990
  - Mladá fronta, Praha (Kreslení)
  - Museum der Stadt Regensburg (Inoffiziell)
  - Nassau County Museum Of Art (Czech Art in The Velvet)
- 1991 Art Galerie, Žďár nad Sázavou (12/15 Kresby)
- 1994 Mánes, Praha (U zdymadla)
- 1994 Via art, Praha (Menší formáty)

### Některé individuální výstavy
- 1979 Okresní muzeum Písek
- 1986
  - Junior Klub Praha
  - Galerie ČS Spisovatele Brno
  - OKS Opatov Praha
- 1991 Sovinec u Jindřicha Štreita Sovinec
- 1992
  - Galerie pod Vyšehradem Praha
  - Galerie Jaroslava Krále Brno
- 1993 Galerie Via Art Praha
- 1994
  - Galerie Art Fórum Karlovy Vary
  - Galerie Atelier Praha
- 1995
  - Galerie Via Art Praha
  - Galerie 60/70 Praha, Raná tvorba, Praha
- 1996 Galerie Nová Síň, Záznamy, Praha
- 1997 České Museum Výtvarných Umění, Zastižen,( spolu s Pavlem Krausem) Praha
- 1998
  - Galerie Via Art, A nebo tak, Praha
  - Prácheňské museum v Písku, Otec a syn, (spolu s V. Bláhou starším) Písek
- 1999
  - Výstavní síň Mánes, Vzkazy, Praha
- Dům umění Na váhu, za kus (společně s Pavlem Krausem) České Budějovice
- 2003 Galerie Via Art, Země, Praha
- 2005
  - AustelungenHalle Hot Doks, (spolu s Danielem Peštou) Frankfurt nad Mohanem
  - Galerie Montanelli …o mně a o tobě, Praha
  - Zámek Bechyně, Vedle sebe, Bechyně
  - Galerie Palas Festungsgraben Hot Doks II Berlin (spolu s Danielem Peštou)
- 2006
  - Galerie Sgrafito, Jen tak pro radost, Plzeň
  - Galerie Via Art, Prší, Praha
- 2007
  - Divadlo Kolín, Témata, Kolín
  - Galerie Dorka, …od každýho něco, Klatovy

### Některé společné výstavy
- 1981 Galerie umění Obrazy, (Ouhel Pavlík Rittstein Sozanský, Karlovy Vary
- 1986 Alšova Jihočeská Galerie Česká kresba 20. st.
- 1987 Lidový Dům, Setkání 30, Praha
- 1988
  - Koloděje 12/15 Pozdě, ale přece, Praha
  - Lidový Dům, 12/15 Jeden mladší, jeden starší, Praha
  - Holešovická tržnice, Forum 88, Praha
- 1990
  - Galerie Mladá Fronta, 12/15 Kreslení, Praha
  - Museum Regensburg Inoffiziel kunst der CSsR 1968–1989, Regensburg
- 1991
  - Galerie umění, …a po deseti letech ( Bláha, Novák, Ouhel, Rittstein, Pavlík, Sozanský), Karlovy Vary
  - Nassau County Museum of Art, Art in Velvet Revolution, New York City
  - Národní Galerie Praha, 12/15 Český Globus, Praha
  - Helsingin kaupungin taidemuseo, Nezlomní 70léta, Helsinky
  - Galerie umění Klatovy-Klenová, Šedá cihla 78/1991, Klatovy
- 1992 Galerie umění Litoměřice, Baroko a dnešek, Litoměřice
- 1994
  - Frederikshaven Kunstmuseum, Malováno v Praze, Frederikshaven
  - Mánes, 12/15 U zdymadla, Praha
  - Galerie Via Art, 12/15 Malé formáty, Praha
  - Národní Galerie Praha, Záznam nejrozmanitějších faktorů, Praha
- 1995 Národní Galerie Praha, Kresba nebo Obraz, Praha
- 1996
  - Niederösterreichisches Landsmuseum, 12/15 Špét, ábr doch ,Vídeň
  - Mappin Art Gallery, Voices from the Interval, Sheffield
  - České museum výtvarného umění, Umění zastaveného času, Praha
  - Státní galerie Cheb, Umění zastaveného času, Cheb
  - Státní galerie Zlín, I. Nový Zlínský salon, Zlín
- 1997 České centrum Berlín, Tři jména, Berlín
- 1999 Schick Gallery 6+1, Saratoga Springs, USA
- 2003 České museum výtvarných umění, O Člověku, Praha
- 2004 Galerie Bleibtreu, Berlín
- 2005
  - Diamant Členská výstava SVU Mánes, Praha
  - České museum výtvarných umění, Exprese, Praha
- 2006
  - Špálova Galerie, Eros in Art, Praha
  - Galerie Palas Festungsgraben, Amor Vincit Omnia, Berlin
  - GVU Roudnice nad Labem, Okno do přírody. Roudnice n/Labem
- 2007
  - Galerie deset, Eros in Art II, Praha
  - Karlin Hall, Prague Biennale III, Praha
  - Meet Factory, Ztracená nevinnost, Praha

Další členské výstavy Volného seskupení 12/15 se potom již konaly v proměněných společenských podmínkách po listopadu 1989. Hned na
jaře r. 1990 se konala v Praze výstava prací na papíře Kreslení, na níž se
představil také jako řádný člen seskupení Jiří Sopko. Byly tak znovu potvrzeny
mezigenerační vazby, které se začaly vytvářet již v samém pořádku nástupu
generace 70. let, k níž patří zakládající členové Volného seskupení 12/15.
Výtvarný projev jednotlivých členů Volného seskupení 12/15 si zachovává stále
svoji nezaměnitelnou individualitu, byť prošel od první společné výstavy mnoha
proměnami.
Volné seskupení 12/15 představuje jednu z poloh českého výtvarného umění, které
až od sklonku 80. let mohlo zcela otevřeně a bez oficiální nevraživosti
manifestovat plnost svého panoramatu. Ukazuje se, že i když minula povinnost
střehnout kontinuitu svobody umělecké tvorby, generace seskupení si zachovává a
obohacuje kvality umělecky zralého projevu.
Konečné složení skupiny: Jiří Beránek, Václav Bláha, Jaroslav Dvořák, Kurt
Gebauer, Ivan Kafka, Vladimír Novák, Ivan Ouhel, Petr Pavlík, Michael Rittstein,
Tomáš Švéda, Jiří Načeradský, Jiří Sopko.